# Nosomma monstrosum
Nosomma monstrosum är en fästingart som beskrevs av Thomas Nuttall och Warburton 1908. Nosomma monstrosum ingår i släktet Nosomma och familjen hårda fästingar. Inga underarter finns listade i Catalogue of Life.